# Блюдники (гміна)
Ґміна Блюдники — колишня сільська гміна Станиславівського повіту часів Станиславівського воєводства Польської республіки (1934–1939) і Крайсгауптманшафту Станіслав — складової частини Дистрикту Галичина (1941—1944). Центром гміни було село Блюдники.
Ґміну Блюдники було утворено 1 серпня 1934 в межах адміністративної реформи в ІІ Речі Посполитій із тогочасних сільських гмін Блюдники, Дорогів, Залуква, Колодіїв, Крилос, Курипів, Острів, Перлівці, Пукасівці, Седлище, Суботів, Святий Станислав і Темирівці .
17 січня 1940 р. ґміну ліквідували, а територія увійшла до новоствореного Галицького району. Ґміна була відновлена на час німецької окупації з липня 1941 р. до липня 1944 р. у дещо зменшеному вигляді: село Залуква була включена до складу міста Галич, села Крилос і Святий Станислав були передані до новоутвореної ґміни Галич, село Колодіїв — до ґміни Войнилів, а натомість село Мединя передане зі ґміни Боднарів. На 01.03.1943 населення ґміни становило 4 146 осіб..